# Phragmatobia discostriata
Phragmatobia discostriata är en fjärilsart som beskrevs av Barend J. Lempke 1961. Phragmatobia discostriata ingår i släktet Phragmatobia och familjen björnspinnare. Inga underarter finns listade i Catalogue of Life.